# تشاه حاج إبراهيم عبد اللهي (يونسي)
تشاه حاج إبراهیم عبد اللهي هي مستوطنة تقع في إيران في قسم يونسي الريفي.